# Gerard (hrabia Mark)
Gerard (ur. ok. 1380/1385 r., zm. 12 lub 13 września 1461 r.) – hrabia Mark od 1417 r.

## Życiorys
Gerard był trzecim, najmłodszym synem hrabiego Mark i hrabiego Kleve Adolfa oraz Małgorzaty, córki hrabiego Bergu Gerarda. Od 1409 r. toczył wojnę przeciwko swemu najstarszemu bratu, Adolfowi, którego ostatecznie dzięki wsparciu arcybiskupa Kolonii Dytryka z Moers zmusił w 1423 r. do oddania w dożywocie większości hrabstwa Mark (w dożywocie, formalnie jako regentowi). Mimo to nadal toczył walki z bratem, a następnie z bratankiem Janem I. Po śmierci Gerarda hrabstwo Mark przypadło właśnie Janowi, który definitywnie zjednoczył je z księstwem Kleve.